# توشیزو هیجیکاتا
هیجی‌کاتا توشیزو (به ژاپنی: 土方 歳三 Hijikata Toshizō)؛(۳۱ مهٔ ۱۸۳۵ – ۲۰ ژوئن ۱۸۶۹) از اعضای شینسنگومی بود که از شوگون‌سالاری توکوگاوا حمایت می‌کرد. هیجیکاتا توشیزو به دلیل شخصیت سخت‌گیرش به عنوان «معاون فرمانده شیطانی» شناخته می‌شد و سربازان دیگر از او می‌ترسیدند. با این حال، این دستاورد او بود که نام شینسنگومی را در سراسر کشور به عنوان فرمانده استراتژیک و تاکتیکی واقعی این واحد مطرح کرد. حتی پس از نابودی شوگون‌سالاری، فلسفه او مبنی بر زیستن به سبک سامورایی تا لحظه مرگش، همچنان از اعصار فراتر می‌رود. حتی امروزه، پیروان بسیارش همچنان محل مرگ او در هاکوداته را گرامی می‌دارند. او در سن ۳۵ سالگی در ۱۱ مه ۱۸۶۹، در طول نبرد گوریوکاکو (نبرد هاکوداته) در طول جنگ بوشین درگذشت.

## معرفی شینسنگومی
ایجیکاتا توشیزو، در خانواده‌های کشاورز در تاما، بوشو (توکیوی امروزی) که تحت کنترل مستقیم شوگون‌سالاری ادو بود، به دنیا آمد و در کودکی به «باراگاکی» یا «پسر قلدر» معروف بود. از آنجایی که او و کوندو ایسامی در منطقه‌ای که مستقیماً تحت کنترل شوگون‌سالاری بود (تنریو) متولد شده بودند، این دو پسر حس احترام ویژه‌ای به شوگون‌سالاری و شوگون داشتند و آرزوی سامورایی شدن را در سر می‌پروراندند. آنها با تکیه بر مهارت‌های شمشیرزنی خود، داوطلب شدند تا به روشیگومی بپیوندند، گروهی که مأموریت آنها محافظت از توکوگاوا ایه‌موچی، چهاردهمین شوگون شوگون‌سالاری ادو، به همراه دیگر شاگردان دوجوی تننن ریشین-ریو، شیئیکان، به رهبری کوندو ایسامی بود.
به رهبری کیوکاوا هاچیرو، که پیشنهاد تشکیل این گروه را داده بود، روشی-گومی به کیوتو رسید، اما به محض ورود به کیوتو، کیوکاوا هاچیرو به آنها گفت که نباید به عنوان نگهبان شوگون خدمت کنند، بلکه باید مستقیماً تحت فرمان دربار امپراتوری سرباز شوند و از سونو جوی (احترام به امپراتور و اخراج بربرها) حمایت کرد. کوندو و هیجیکاتا، گروه سامورایی‌های شیئیکان که عمیقاً به شوگون وفادار بودند، و گروه میتو رونین‌ها به رهبری سریزاوا کامو، که احساس می‌کردند نمی‌توانند علیه سیاست شوگون‌سالاری مبنی بر کشورگشایی شورش کنند، از جناح کیوکاوا هاچیرو جدا شدند و به عنوان میبو روشی-گومی، دادخواستی را به شوگوشوکوی کیوتو ارائه دادند تا در کیوتو بمانند و تحت سرپرستی شوگوشوکوی کیوتو قرار گرفتند. در سال ۱۸۶۲، شوگون‌سالاری، کیوتو شوگوشوکو (محافظ کیوتو) را برای حفظ نظم دولتی و عمومی تأسیس کرد و ماتسودایرا کاتاموری، ارباب آیزو، را به عنوان دفتر مرکزی آن منصوب کرد. معبد کورودانی کونکای-کومیوجی (شهر کیوتو، استان کیوتو) دفتر مرکزی آن بود. بعدها، در سال ۱۸۶۳، زمانی که ائتلاف امپراتوری-شوگون‌سالاری، با محوریت خاندان‌های ساتسوما و آیزو، جناح سوننو جوئی را در کیوتو از بین برد، او به خاطر کارش در کودتای ۱۸ آگوست بونکیو ۳ (۱۸۶۳) مورد تقدیر قرار گرفت و توسط خاندان آیزو به شینسنگومی منصوب و به او دستور داده شد تا پلیس شهر را بر عهده بگیرد. ماه بعد، او جناح سریزاوا کامو را که مدت‌ها به خاطر مشکلات رفتاری‌اش، از جمله دزدی و نزاع شناخته شده بود، پاکسازی کرد و شینسنگومی با جدیت شروع به حرکت کرد. اعضای این گروه شامل کوندو ایسامی، رئیس دفتر، هیجیکاتا توشیزو، دوست دوران کودکی و معاون رئیس، و اوکیتا سوجی، که برادر کوچکتر آن دو بود و در کودکی در شیئیکان رها شده بود، و همچنین سایر اعضای شیئیکان، از جمله یامانامی کیسوکه، ناگاکورا شینپاچی، هارادا سانوسوکه، تودو هیسوکه و اینوئه گنزابورو بودند.
پس از اینکه شینسنگومی کاملاً به قدرت رسید، برای حفظ نظم در کیوتو، سامورایی‌های رونین طرفدار سوننو جوئی را سرکوب کرد. با این حال، چهار سال پس از تشکیل آنها، در سال ۱۸۶۷، اصلاحات میجی رخ داد و شوگون‌سالاری منحل شد و اوضاع برعکس شد و این گروه با نیروهای شوگون‌سالاری سابق به سمت شمال حرکت کردند. همان‌طور که از یک نبرد به نبرد دیگر می‌رفتند، متحمل مرگ و جدایی بسیاری از رفقای خود شدند و سرانجام به هاکوداته رسیدند، جایی که شینسنگومی تسلیم شد و به پایان خود رسید.

## قبل از ورود به شینسنگومی
هیجیکاتا برای امرار معاش در حین تمرین کنجوتسو، در حومه شهر سفر می‌کرد و داروی گیاهی خاصی را که توسط خانواده‌اش تولید شده بود، می‌فروخت. این دارو انواع بیماری‌ها، از جمله کوفتگی‌هایی مانند کوفتگی‌های ناشی از شمشیر تمرینی چوبی سخت را درمان می‌کرد. اشتیاق هیجیکاتا به شمشیربازی آنقدر زیاد بود که همیشه تجهیزات شمشیربازی خود را همراه داشت و به گفته کان شیموساوا، «در طول مسیر در هر دوجوی شایسته‌ای توقف می‌کرد تا مودبانه درخواست آموزش کند. اما در آن زمان، او چهره‌ای مهربان مانند چهره یک زن داشت. اگرچه در آینده، نگرش او به خودبزرگ‌بینی تبدیل می‌شد، اما از آنجایی که هنوز هوشمندانه جذاب بود، همه با او با مهربانی رفتار می‌کردند.» : ۲۶ 

## جنگ بوشین

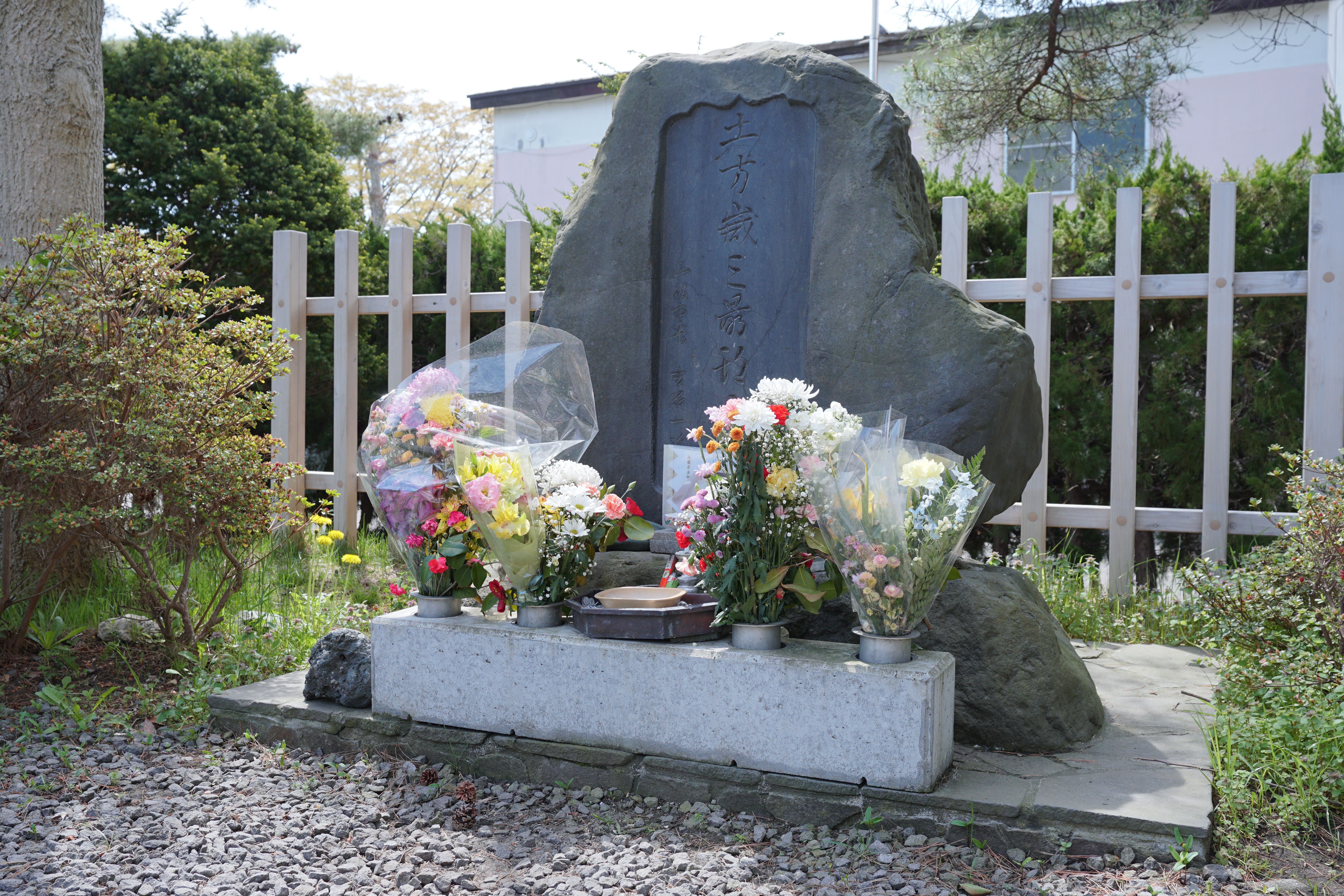
قبر توشیزو هیجیکاتا

هنگامی که شوگون‌سالاری توکوگاوا به دلیل احیای حکومت امپراتوری فروپاشید، جنگ بوشین آغاز شد. ارتش سابق شوگون‌سالاری، که شینسنگومی به آن تعلق داشت، توسط توپ‌ها و توپ‌های به سبک غربی نیروهای دولتی جدید مغلوب شد و به آنها فهماند که عصر شمشیر و نیزه به پایان رسیده است. کوندو ایسامی اعدام شد، اوکیتا سوجی بر اثر سل درگذشت و دیگر رفقا یکی پس از دیگری از دست رفتند، اما هیجیکاتا توشیزو به همراه اعضای باقی مانده سپاه و ارتش سابق شوگون‌سالاری به مبارزه شجاعانه ادامه داد.
پس از پیوستن به معاون دریاسالار نیروی دریایی سابق شوگون‌سالار، انوموتو تاکه‌آکی، او به ازو رفت و در گوریوکاکو علیه نیروهای دولتی جدید جنگید. در طول این نبرد، هیجیکاتا توشیزو از ناحیه شکم مورد اصابت گلوله قرار گرفت و درگذشت.